# Севилья Атлетико
«Севилья Атлетико» (исп. Sevilla Atlético Club) — испанский футбольный клуб из города Севилья, в одноимённой провинции в автономном сообществе Андалусия, резервная команда клуба «Севилья». Клуб основан в 1958 году, гостей принимает на стадионе «Хесус Навас», вмещающем примерно 8000 зрителей после реконструкции. В Примере команда никогда не выступала, лучшим результатом является 9-е место в Сегунде в сезоне 2007/08.

## Прежние названия
- 1958—1960 — «Депортиво Пуэрто»
- 1960—1991 — «Севилья Атлетико»
- 1991—2006 — «Севилья B»
- 2006 — «Севилья Атлетико»

## Сезоны по дивизионам
- Сегунда — 5 сезонов
- Сегунда B — 29 сезонов
- Терсера — 24 сезона
- Региональные лиги — 3 сезона

## Достижения
- Сегунда B
  - Победитель: 2006/07
- Терсера
  - Победитель (8): 1960/61, 1961/62, 1980/81, 1982/83, 1983/84, 1985/86, 1986/87, 2000/01